# Jerusalem Challenger 1986
Il Jerusalem Challenger 1986 è stato un torneo di tennis facente parte della categoria ATP Challenger Series nell'ambito dell'ATP Challenger Series 1986. Il torneo si è giocato a Gerusalemme in Israele dal 7 al 13 aprile 1986 su campi in cemento.

## Vincitori

### Singolare
Amos Mansdorf ha battuto in finale  Wally Masur con il punteggio di 1–6, 7–6, 6–2

### Doppio
Brian Levine /  Gary Muller hanno battuto in finale  Leo Palin /  Olli Rahnasto con il punteggio di 6–3, 6–4